# Ланцюг живлення

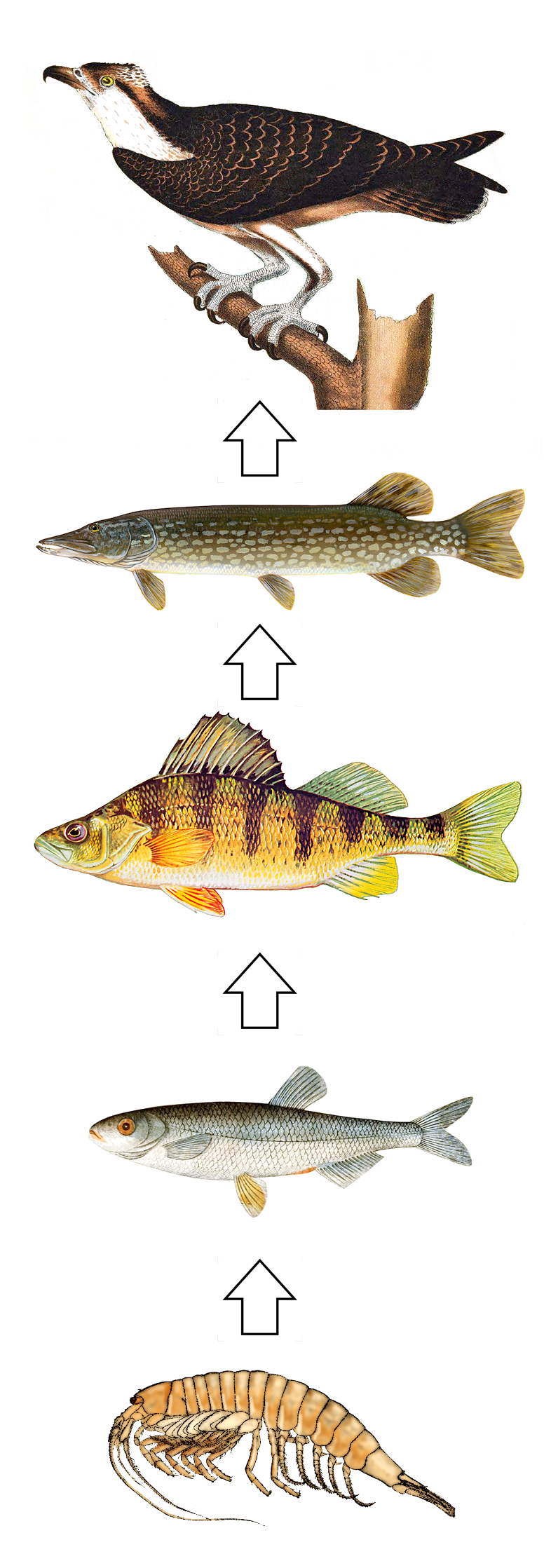
Ланцюг живлення у шведському озері. Скопа харчуються щукою, яка, у свою чергу, харчується окунем, який їсть верховодку.

Харчови́й, або трофі́чний ланцюг — набір взаємовідношень між різними групами організмів, які визначають послідовність перетворення біомаси й енергії в екосистемі. Наприклад, енергія сонця слугує джерелом енергії для рослин, що слугують їжею рослиноїдним, які своєю чергою слугують їжею для хижаків.

## Структура
Харчовий ланцюжок є зв'язною лінійною структурою з ланок, кожна з яких пов'язана з сусідніми ланками відносинами «їжа — споживач». Як ланки ланцюга виступають групи організмів, наприклад, конкретні біологічні види. Зв'язок між двома ланками встановлюється, якщо одна група організмів виступає в ролі їжі для іншої групи. Перша ланка ланцюга не має попередника, тобто організми з цієї групи як їжа не використовує інші організми, бувши продуцентами. Найчастіше на цьому місці знаходяться фотосинтетичні і сапротрофні бактерії, рослини, водорості і гриби. Організми останньої ланки в ланцюзі не виступають в ролі їжі для інших організмів.
Кожен організм володіє деяким запасом енергії, тобто можна говорити про те, що у кожної ланки ланцюга є своя потенційна енергія. В процесі живлення потенційна енергія їжі переходить до її споживача. При перенесенні потенційної енергії від ланки до ланки до 80-90 % втрачається у вигляді теплоти. Цей факт обмежує довжину харчового ланцюжка, який в природі зазвичай не перевищує 4-5 ланок. Чим довше цей ланцюг, тим менша продукція її останньої ланки проти продукції початкової.

## Харчова/трофічна мережа
Зазвичай для кожної ланки ланцюжка можна вказати не одне, а декілька інших ланок, пов'язаних з нею відношенням «їжа — споживач». Так, траву їсть не тільки худоба, але й інші тварини, а худоба є їжею не тільки для людини. Встановлення таких зв'язків перетворює харчовий ланцюжок на складнішу структуру — харчову або трофічну мережу.
У деяких найпростіших випадках в трофічній мережі можна згрупувати окремі ланки по рівнях таким чином, що ланки одного рівня виступають для наступного рівня тільки як їжа. Таке угрупування називається трофічними рівнями. В цьому випадку можна визначити кількість біомаси на кожному рівні, складаючи так звану екологічну піраміду. Приклад: рослини — попелиці — дрібні комахоїдні птахи — хижі птахи.

## Типи харчових ланцюгів
Існує 3 основних типи трофічних ланцюгів — пасовищні, детритні і «паразитарні».
У пасовищному трофічному ланцюжку (ланцюжку виїдання) основу складають автотрофні організми, потім йдуть споживаючі їх мікроорганізми і рослиноїдні тварини (наприклад, зоопланктон, що живиться фітопланктоном), потім хижаки (консументи) 2-го порядку (наприклад, риби, споживаючі дрібних риб), хижаки 3-го порядку (наприклад, хижі риби, такі як щука, що живиться іншими рибами). Особливо довгі харчові ланцюжки в океані, де багато видів (наприклад, тунці) займають місце консументів 4-го порядку.
У детритних трофічних ланцюгах (ланцюги розкладання), найпоширеніших в лісах, велика частина продукції рослин не споживається безпосередньо рослиноїдними тваринами, а відмирає, піддаючись потім розкладанню сапротрофними організмами і мінералізації. Таким чином, детритні трофічні ланцюжки починаються від детриту, йдуть до мікроорганізмів, які їм живляться, а потім до детритофагів і до їх споживачів — хижаків. У водних екосистемах (особливо в евтрофних водоймищах і на великих глибинах океану) значна частина продукції рослин і тварин також поступає в детритні харчові ланцюги.
Наземні детритні ланцюги живлення більш енергоємні, оскільки більшість органічної маси, створюваної автотрофними організмами, залишається незатребуваною і відмирає, формуючи детрит. У масштабах планети, на частку ланцюгів виїдання припадає близько 10% енергії і речовин, запасених автотрофами, 90 відсотків включається в кругообіг за допомогою ланцюгів розкладання.
Звичайно, ось переклад з заміною "харчову мережу" на "харчовий ланцюг":

## Довжина

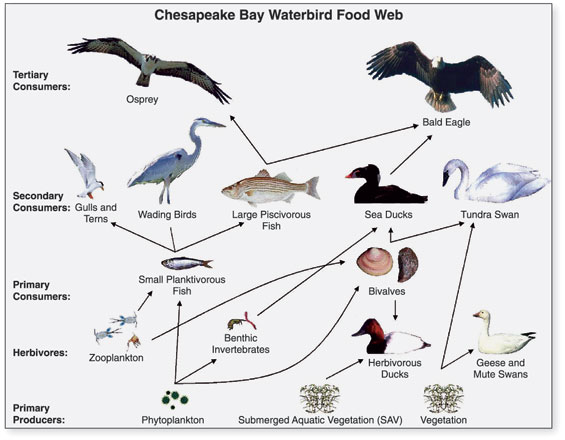
Цей харчовий ланцюг водоплавних птахів з Чесапікської затоки є мережею харчових ланцюгів

Довжина харчового ланцюга є неперервна змінна, що забезпечує вимірювання проходження енергії та індекс екологічної структури, який збільшується через зв'язки від найнижчого до найвищого трофічного (харчового) рівня.
Харчові ланцюги часто використовуються в екологічному моделюванні (наприклад, харчовий ланцюг з трьох видів). Вони є спрощеними абстракціями реальних харчових ланцюгів, але складні за своєю динамікою та математичними наслідками.
У найпростішій формі довжина ланцюга — це кількість зв'язків між трофічним споживачем і основою ланцюга. Середня довжина ланцюга всієї мережі — це середнє арифметичне довжин усіх ланцюгів у харчовому ланцюгу. Харчовий ланцюг — це діаграма джерела енергії. Харчовий ланцюг починається з продуцента, якого поїдає первинний споживач. Первинний споживач може бути з'їдений вторинним споживачем, який, у свою чергу, може бути спожитий третинним споживачем. Третинні споживачі іноді можуть стати здобиччю для вищих хижаків, відомих як четвертинні споживачі. Наприклад, харчовий ланцюг може починатися із зеленої рослини як продуцента, яку поїдає равлик, первинний споживач. Потім равлик може стати здобиччю вторинного споживача, такого як жаба, яка сама може бути з'їдена третинним споживачем, таким як змія, яка, у свою чергу, може бути спожита орлом. Цей простий погляд на харчовий ланцюг із фіксованими трофічними рівнями в межах виду: вид А поїдається видом B, B поїдається C, … часто контрастує з реальною ситуацією, коли молодняк виду належить до нижчого трофічного рівня, ніж дорослі особини, ситуація, яка частіше спостерігається у водному та амфібійному середовищі, наприклад, у комах і риб. Ця складність була названа метафоетезом Г. Е. Хатчінсоном, 1959.
Екологи сформулювали та перевірили гіпотези щодо природи екологічних закономірностей, пов'язаних з довжиною харчового ланцюга, таких як збільшення довжини зі збільшенням об'єму екосистеми, обмеження через зменшення енергії на кожному наступному рівні, або відображення типу середовища проживання.
Довжина харчового ланцюга важлива, тому що кількість переданої енергії зменшується зі збільшенням трофічного рівня; як правило, лише десять відсотків загальної енергії на одному трофічному рівні передається наступному, оскільки решта використовується в метаболічному процесі. Зазвичай у харчовому ланцюзі не більше п'яти трофічних рівнів. Люди можуть отримати більше енергії, повернувшись на рівень назад у ланцюгу та споживаючи їжу раніше, наприклад, отримуючи більше енергії на кг, споживаючи салат, ніж тварину, яка їла салат-латук.

## Дослідження
Харчові ланцюги є життєво важливими в дослідженнях екотоксикології, які простежують шляхи та біомагніфікації забруднювачів навколишнього середовища.  Також необхідно враховувати взаємодію між різними трофічними рівнями для прогнозування динаміки спільноти; харчові ланцюги часто є базовим рівнем для розробки теорії трофічних рівнів та досліджень екосистем.

## Ключові види

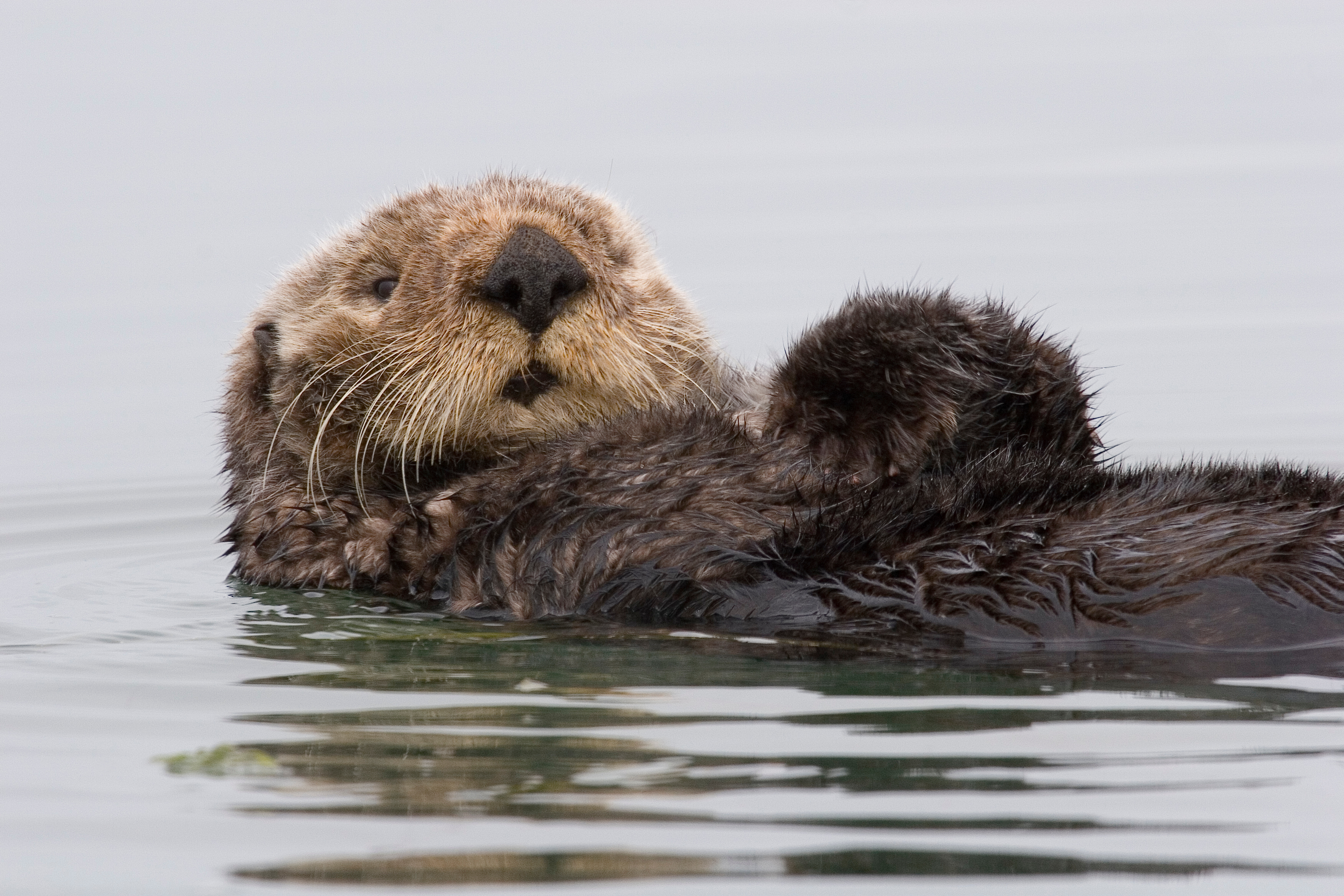
Морська видра є яскравим прикладом ключового виду

Ключовий вид - це особливий вид в екосистемі, від якого залежать інші види в тій же екосистемі або вся екосистема в цілому.Ключові види настільки важливі для екосистеми, що без їхньої присутності екосистема може трансформуватися або взагалі припинити своє існування. 
Одним із способів впливу ключових видів на екосистему є їхня присутність у харчовій мережі екосистеми і, як наслідок, у харчовому ланцюгу всередині цієї екосистеми. Наприклад, морські видри, ключовий вид у тихоокеанських прибережних регіонах, полюють на морських їжаків. Без присутності морських видр морські їжаки практикують руйнівний випас на популяціях ламінарії, що сприяє погіршенню прибережних екосистем у північних тихоокеанських регіонах. Присутність морських видр, у свою чергу, контролює популяції морських їжаків і допомагає підтримувати ліси ламінарії, які є життєво важливими для інших видів в екосистемі.